# 1463 w literaturze
Wydarzenia literackie w 1463 roku.

## Urodzili się
- Giovanni Pico della Mirandola], włoski humanista

## Zmarli
- Katarzyna z Bolonii, święta Kościoła katolickiego i pisarka